# Clematis morefieldii
Clematis morefieldii là một loài thực vật có hoa trong họ Mao lương. Loài này được Kral mô tả khoa học đầu tiên năm 1987.

## Hình ảnh

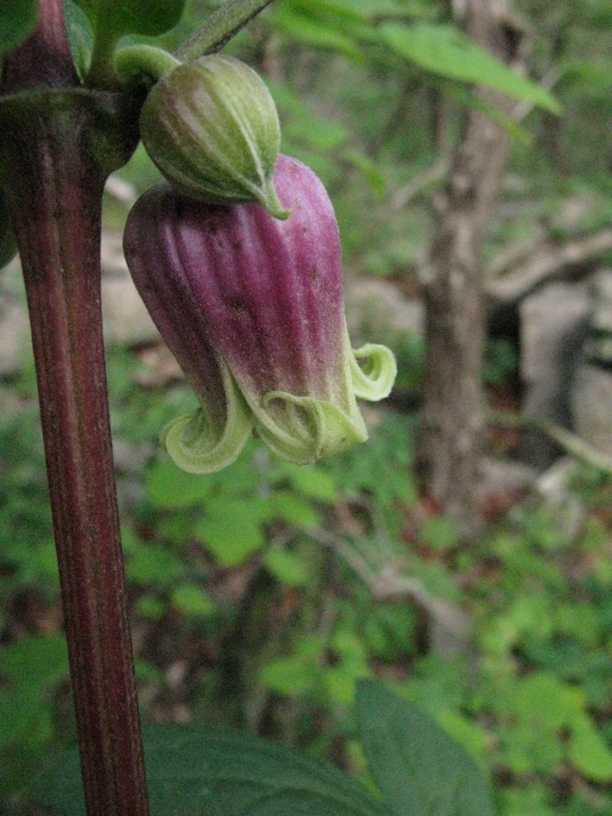